# Michail Lwowitsch Matussowski
Michail Lwowitsch Matussowski (russisch Михаил Львович Матусовский, wiss. Transliteration Michail L'vovič Matusovskij; geb. 10. Julijul. / 23. Juli 1915greg. in Luhansk, Gouvernement Jekaterinoslaw, Russisches Kaiserreich; gest. 16. Juli 1990 in Moskau) war ein sowjetischer Dichter und Liedermacher.

## Leben
Michail Matussowski wurde in Luhansk im Russischen Reich (heute in der Oblast Luhansk in der Ukraine) in der Familie eines Fotografen geboren. Nach seinem Abschluss am Maxim-Gorki-Institut für Literatur im Jahr 1939 promovierte er 1941. Matussowski nahm am Großen Vaterländischen Krieg teil und wurde mit verschiedenen Orden ausgezeichnet. 1939 wurde er Mitglied des sowjetischen Schriftstellerverbands.
Er ist berühmt für seine lyrischen Gedichte, von denen viele zu Texten von Volksliedern wurden, wie Moskauer Nächte (Подмосковные Вечера, 1955) oder Wo beginnt das Mutterland? (С чего начинается Родина, 1968). Verschiedene seiner Texte wurden vertont vom Alexandrow-Ensemble gesungen.
1977 wurde er mit dem Staatspreis der UdSSR ausgezeichnet.

## Verschiedenes
Der Asteroid (2295) Matusovskij trägt seinen Namen.
Während des ersten Washingtoner Gipfeltreffens des sowjetischen Präsidenten Michail Gorbatschow im Dezember 1987 spielte der Pianist Van Cliburn „Moskauer Nächte“ für den sowjetischen Staatschef und seine Frau Raissa, die im Weißen Haus mit ihm sang.

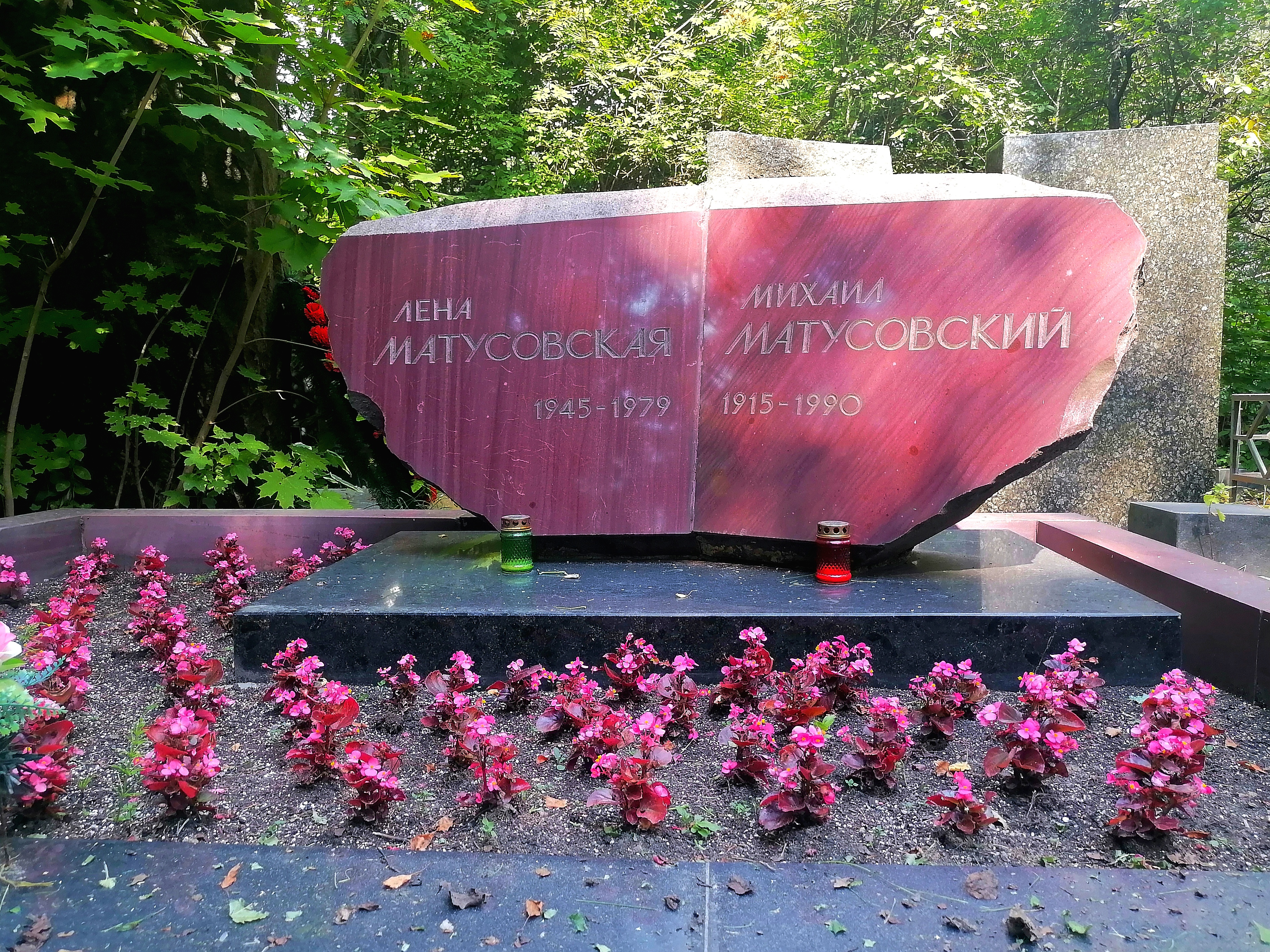
Familiengrab auf dem Kunzewoer Friedhof